# Thea Diepenbrock
Dorothea Anna Maria (Thea) Diepenbrock (Amsterdam, 10 juli 1907 – 26 juli 1995) was een Nederlands pianiste.
Ze werd geboren binnen het gezin van musicus Alphons Diepenbrock en Wilhelmina Elisabeth Petronella Cornelia Jong van Beek en Donk. Zij had een oudere zuster Joanna, die optrad als zangeres, door haar begeleid. Thea is op 8 augustus 1946 na een uitvoerige correspondentie in Louveciennes getrouwd met de componist en toen weduwnaar Matthijs Vermeulen. Hun dochter Odilia en Ton Braas gaven de correspondentie uit onder de titel Mijn geluk in liefde. Ze werd begraven op het Sint Janskerkhof in Laren, waar ook haar man ligt.
Zij kreeg haar muzieklessen van Hendrik Andriessen en Paul Schramm. Daarna leerde ze door bij Julius Isserlis te Wenen. Bovendien kreeg ze muziektheorie van Sem Dresden. Ze gaf concerten met haar zuster Joanna Diepenbrock. Ze was tevens muziekcriticus bij het NRC Handelsblad. Zij beheerde voor langere tijd het archief van haar vader, aan de hand waarvan Leo Samama een biografie over hem kon schrijven.
Van haar hand verscheen verder Verzamelde geschriften van Alphons Diepenbrock (1950), in samenwerking met Eduard Reeser.
- Digitale Bibliotheek voor de Nederlandse Letteren: diep009
- International Standard Name Identifier: 0000 0000 4479 1490
- Library of Congress Control Number: no2004095696
- Nederlandse Thesaurus van Auteursnamen: 069539758
- Virtual International Authority File: 71109769
- WorldCat: E39PBJmHJDHfyGgpPcD7K6y8G3